# Sandro Mareco
Sandro Mareco (Haedo, Provincia de Buenos Aires, 13 de mayo de 1987) es un gran maestro de Ajedrez argentino.
Ganó el Campeonato Sudamericano U-20 en 2007. Mareco obtuvo el título de Gran Maestro por la  FIDE en 2010. Compitió en la Copa Mundial de ajedrez 2011. En 2012 empató el primer lugar, segundo por sistema de desempate en el Campeonato argentino de Ajedrez. Mareco Jugó para el equipo nacional de Argentina en dos Olimpiadas de Ajedrez, en 2012 y 2014. Participó de la Copa Mundial de Ajedrez 2013.
En mayo de 2015, Mareco ganó el 10.º Campeonato Continental absoluto en Montevideo. En septiembre de ese mismo año, compite en la Copa Mundial de ajedrez 2015. En el mes siguiente, Mareco ganó el campeonato argentino de 2015. En 2020 fue reconocido con el Premio Konex de Platino al mejor ajedrecista argentino de la última década.
Sandro Mareco es un jugador con un estilo de ataque, con gran capacidad de cálculo en posiciones complicadas, en donde su estilo agresivo suele dar partidas difíciles. 